# Crepis pannonica
Crepis pannonica là một loài thực vật có hoa trong họ Cúc. Loài này được (Jacq.) K.Koch mô tả khoa học đầu tiên năm 1851.